# Virus Sin Nombre
El Virus Sin Nombre (SNV) es un virus del género Hantavirus, de la familia Hantaviridae, grupo V del orden sin clasificar, y que causa el síndrome pulmonar por hantavirus.